# Villands tingslag
Villands tingslag var mellan 1682 och 1966 ett tingslag i Kristianstads län i Villands domsaga (från 1918). Tingsplats var till 1952 i Fjälkinge, därefter Kristianstad.
Tingslaget bildades 1683 och omfattade Villands härad. Tingslaget uppgick 1 januari 1967 i Kristianstads domsagas tingslag.